# NGC 5467
NGC 5467 (другое обозначение — IC 973) — звезда в созвездии Дева.
Этот объект входит в число перечисленных в оригинальной редакции «Нового общего каталога».